# Provinzial NordWest

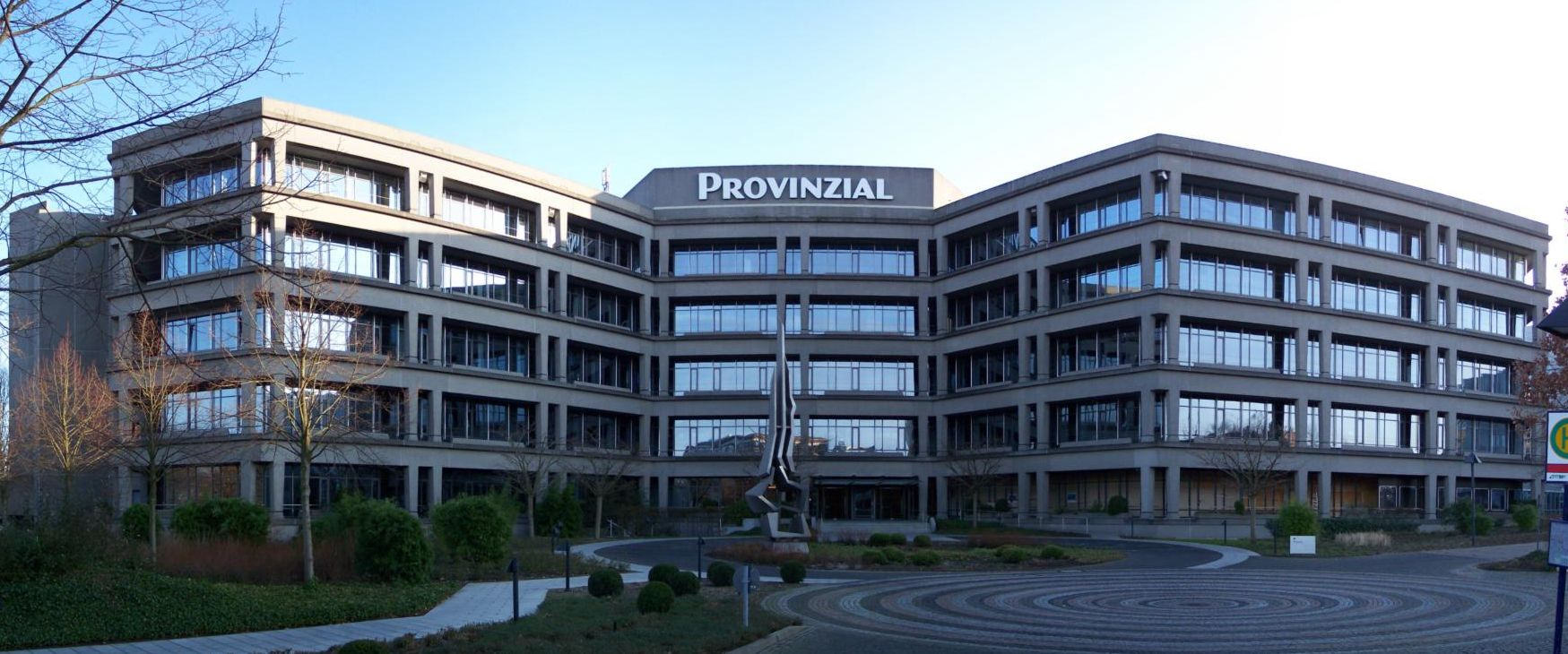
Das Verwaltungsgebäude in Münster-Kinderhaus

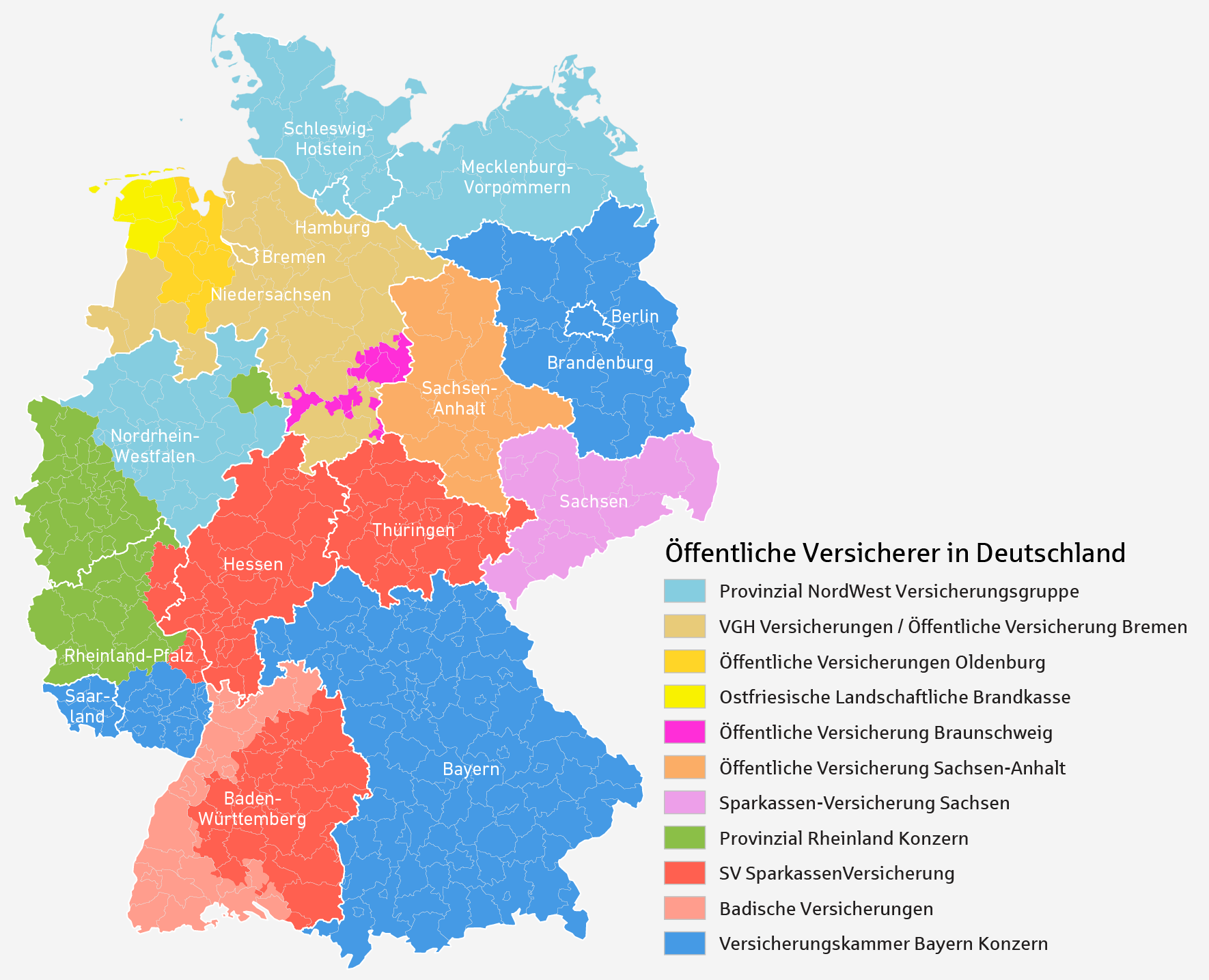
Geschäftsgebiete der Öffentlichen Versicherer in Deutschland

Die Provinzial NordWest (PNW) war bis zu ihrem Zusammenschluss mit der Provinzial Rheinland im Jahr 2020 die zweitgrößte öffentliche Versicherungsgesellschaft. Sie war ihrerseits 2005 aus dem Zusammenschluss von Westfälischer Provinzial (Münster) und Provinzial Nord (Kiel) entstanden und vereinigte diverse Versicherungen im Bereich Schaden-, Unfall- und Personenversicherungen und war Teil der Sparkassen-Finanzgruppe. Zum Geschäftsgebiet zählten die Region Westfalen-Lippe (ohne Lippe), Schleswig-Holstein, Mecklenburg-Vorpommern und Hamburg, mit gut 3 Millionen Kunden. 2019 waren insgesamt 3.167 Mitarbeiter im Konzern beschäftigt. Im selben Jahr erzielte die Provinzial NordWest gebuchte Bruttobeiträge im Gesamtvolumen von 3.675,9 Millionen Euro. Zuletzt wurde der Geschäftsbetrieb über 613 Agenturen und 79 Sparkassen betrieben.

## Geschichte

### Gründung
Im Dezember 2003 wurden die Möglichkeit einer engeren Zusammenarbeit zwischen der Provinzial Nord in Kiel und der Westfälischen Provinzial in Münster geprüft. Ende 2004 wurde beschlossen, dass die beiden Versicherer sich unter dem Dach einer gemeinsamen Holding, der Provinzial NordWest, zusammenschließen werden. Es entstand der zweitgrößte öffentliche Versicherer in Deutschland, dessen Geschäftsgebiet insgesamt vier Bundesländer umfasste. Die regionalen Sachversicherer Westfälische Provinzial Versicherung und Provinzial Nord Brandkasse blieben bestehen. Das Lebensversicherungsgeschäft wurde zur Provinzial NordWest Lebensversicherung zusammengelegt.
→Zur Vorgeschichte der Provinzial NordWest: Provinzial Nord und Westfälische Provinzial

### Kooperation mit der SV SparkassenVersicherung
Die Provinzial NordWest kooperierte seit 2005 mit der SV SparkassenVersicherung aus Stuttgart auf dem Gebiet der Vermögensverwaltung und der Datenverarbeitung. Im weiteren Verlauf scheiterte ein geplanter Zusammenschluss am Widerstand der kommunalen Miteigentümer in Westfalen. Die gemeinsame IT-Tochtergesellschaft Apollo wurde 2008 aufgelöst. 2007 gründeten die beiden Gesellschaften die Servicegesellschaft VersAM Versicherungs-Assetmanagement GmbH. Im Bereich der Kapitalanlagen war sie zu dem Zeitpunkt mit rund 37 Milliarden Euro der größte Asset Manager unter den öffentlichen Versicherern. Die VersAM Versicherungs-Assetmanagement GmbH, an der die Provinzial NordWest 51 % und die SV 49 % hielt, wurde Ende 2011 liquidiert. Das Asset Management für die Unternehmen des Provinzial NordWest Konzerns übernahm im April 2012 die Provinzial NordWest Asset Management GmbH (PNWAM). Sie entstand aus der Umfirmierung der VersAM Versicherungs-Assetmanagement GmbH. Zudem war die Provinzial NordWest von 2003 bis 2014 an der GaVI (Gesellschaft für angewandte Versicherungsinformatik) beteiligt. Das Unternehmen war eine gemeinsame Tochter der Versicherungskammer Bayern (54 %), der SV SparkassenVersicherung (23 %), und der Provinzial NordWest (23 %). Sie wartete die technischen Systeme und Netzwerke der Gesellschaften. Zum 31. Dezember 2014 löste sich die Gesellschaft auf und die GaVI wurde in den Provinzial NordWest Konzern zurückgeführt.

### Orkan Kyrill 2007
Im Januar 2007 wütete der Orkan Kyrill. Auf die Provinzial NordWest und die Provinzial Rheinland entfielen knapp ein Fünftel der gesamten Versicherungsschäden bundesweit. Der hohe Schaden ergab sich zum einen, da das Geschäftsgebiet der Provinzial NordWest besonders stark betroffen war. Zum anderen versicherte die Provinzial NordWest historisch bedingt eine Großzahl der Wohngebäude in der Region. Rund 210.000 Einzelschäden wurden der Versicherung gemeldet mit einer Belastung von rund 200 Millionen Euro.

### Abwehr der Übernahmepläne durch die Allianz
Am 30. November 2012 wurde bekannt, dass die Allianz Deutschland den Eigentümern der Provinzial ein Angebot über 2,25 Mrd. Euro für die Übernahme der Versicherungsgruppe gemacht hatte. Allianz Chef Michael Diekmann hatte die zunächst geheimen Verhandlungen zur sog. Operation „Rheingold“ mit Rolf Gerlach (Sparkassenverband Westfalen-Lippe), Wolfgang Kirsch (Landschaftsverband Westfalen-Lippe) und Reinhard Boll (Sparkassen- und Giroverband für Schleswig-Holstein) geführt. Bereits am 3. Dezember 2012 berichtete die FTD, dass die Allianz bereit sei, „deutlich mehr zu zahlen, als den zunächst gebotenen Buchwert von 2,25 Mrd. Euro.“ Die Übernahmepläne führten zu Verunsicherungen bei der Belegschaft, dass nach einer Übernahme der Großteil der Arbeitsplätze des Unternehmens gefährdet sei. Unmittelbar vor einer außerordentlichen Betriebsversammlung am 5. Dezember 2012 wurde bekannt, dass der Vorstandssprecher Ulrich Rüther tätlich angegriffen wurde. Die Attacke war jedoch nur vorgetäuscht, die Hintergründe blieben ungeklärt.
Betriebsrat, Gewerkschaft Verdi und Belegschaft organisierten eine Kampagne, um über öffentlichen Druck Einfluss auf Politik und Mandatsträger in den maßgebenden Gremien auszuüben. Es kam zu Solidarisierungsaktionen von Seiten der Bevölkerung; mehr als 150.000 Unterschriften gegen den Verkauf wurden beigebracht und einer Online-Petition schlossen sich mehr als 20.000 Unterstützer an. Am 21. Dezember 2012 konnten anlässlich einer von den Arbeitnehmervertretern einberufenen außerordentlichen Aufsichtsratssitzung die von der Belegschaft gesammelten Unterschriften gegen den Verkauf an Rolf Gerlach und Wolfgang Kirsch übergeben werden, nachdem diese zuvor mehrfach die Annahme verweigerten. Unter dem öffentlichen Druck schalteten sich führende Kommunal- und Landespolitiker ein. Einige Mandatsträger wie der Hammer Bürgermeister Thomas Hunsteger-Petermann, Verwaltungsratsvorsitzender der Sparkasse Hamm und Mitglied des Verbandsverwaltungsrates des Sparkassenverbands Westfalen-Lippe, kritisierten den Verkauf öffentlichen Eigentums. Die Landräte Konrad Püning (Kreis Coesfeld) und Kai Zwicker (Borken) sprachen sich gegen einen Verkauf der Provinzial aus.

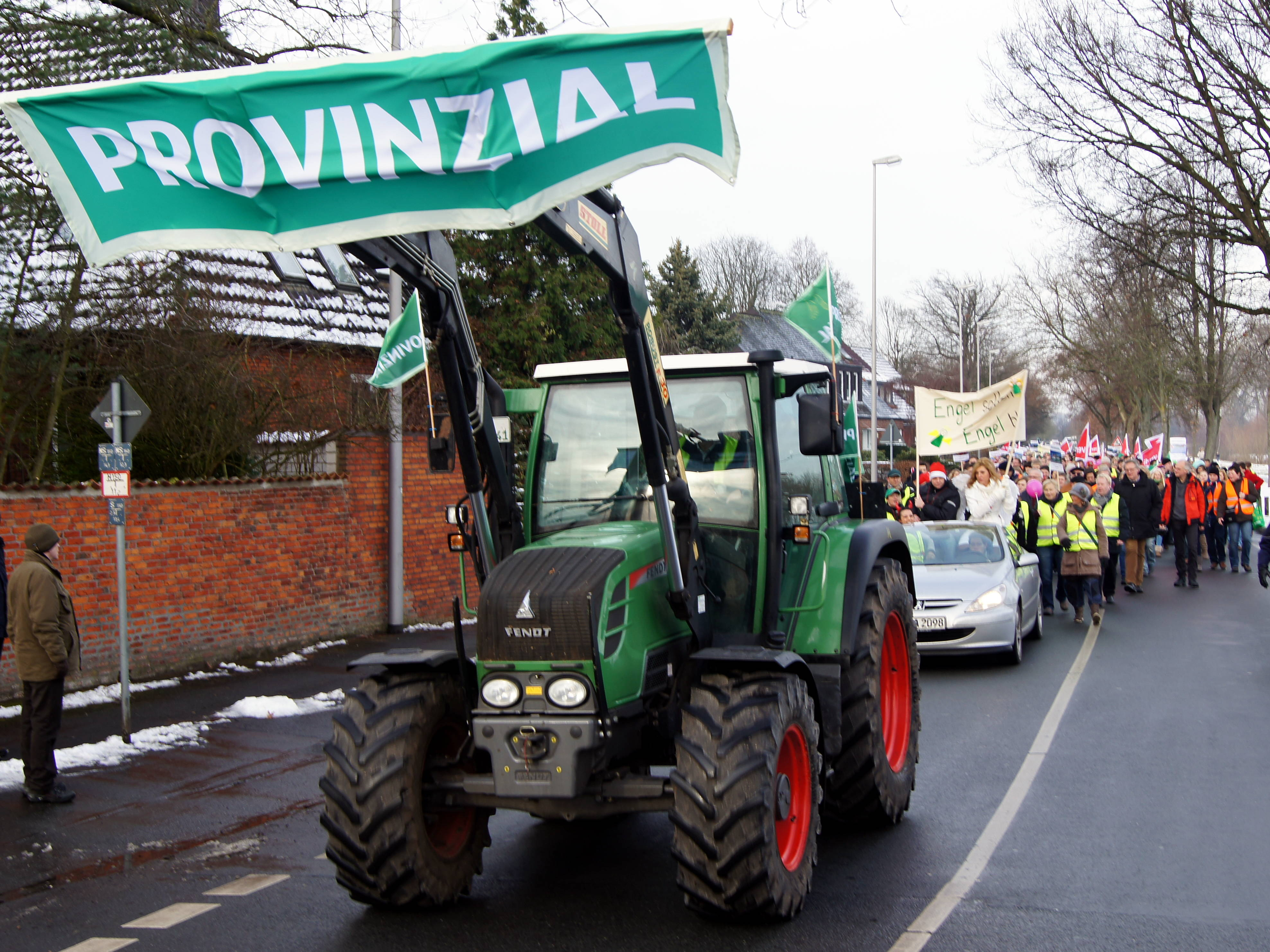
Protestzug der Mitarbeiter zur Kundgebung vor dem Landeshaus

Bei einem Gespräch, zu dem NRW-Ministerpräsidentin Hannelore Kraft die Eigentümer der Provinzial NordWest und der Provinzial Rheinland am 10. Dezember in die Düsseldorfer Staatskanzlei geladen hatte, wurde als neue Option eine Fusion der beiden öffentlichen Versicherer eingebracht. Bis zum 31. März 2013 sollte über ein mögliches Zusammengehen entschieden werden. Bis dahin wurden Gespräche mit anderen Bietern ausgesetzt. Der Kieler Landtag beriet zudem am 12. Dezember in einer Aktuellen Stunde über den möglichen Verkauf der Provinzial NordWest. Am selben Tag änderten die im Sparkassen- und Giroverband für Schleswig-Holstein zusammengeschlossenen norddeutschen Sparkassen ihre Position und stimmten gegen den Verkauf der Provinzial NordWest an die Allianz. Die Entscheidung war zu dem Zeitpunkt mit den anderen Anteilseignern noch nicht besprochen worden, für einen Verkauf wäre aber ein einstimmiger Beschluss notwendig. Vorausgegangen war eine Mitarbeiterdemonstration vor dem Gebäude des Sparkassenverbandes. Zwei Tage später, am 14. Dezember 2012, sprach sich auch der Landschaftsverband Westfalen-Lippe (LWL) als zweiter Eigentümer gegen einen Verkauf seiner Provinzial-Anteile (auch über den 31. März 2013 hinaus) aus. Lediglich vom Sparkassenverband Westfalen-Lippe fehlte ein klares Bekenntnis zum langfristigen Erhalt der Provinzial NordWest in öffentlicher Trägerschaft. Präsident Gerlach wollte sich eine Verkaufsoption weiter offenhalten. Allerdings hatten sich unter anderem mit der Sparkasse Münsterland Ost, Sparkasse Hamm und Sparkasse Westmünsterland einige namhafte Institute offen gegen ihren Präsidenten positioniert. In der Folge hatte der Aufsichtsrat mehrheitlich die Haltung des Sparkassenverbandes Westfalen-Lippe und seines Präsidenten zu einem möglichen Verkauf des Unternehmens an einen Privat-Investor verurteilt. Letztlich scheiterte die Übernahme am Widerstand der Landesregierungen.

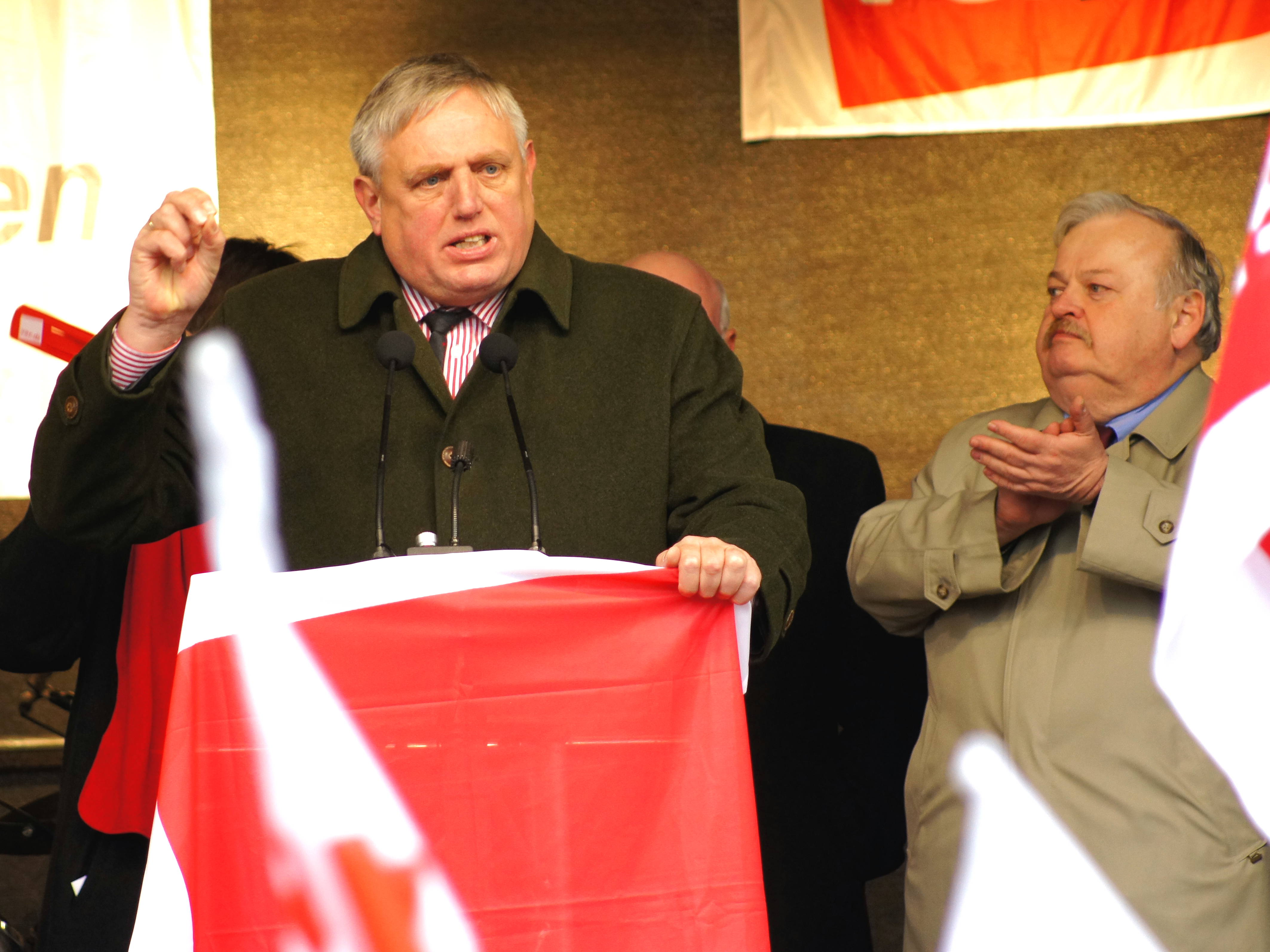
Prominente Unterstützung bei der Kundgebung vor dem Landeshaus durch Karl-Josef Laumann (CDU) und Guntram Schneider (SPD)

Im Sommer 2014 wurde bekannt, dass der zum Jahresende auslaufende Vertrag Rüthers nicht verlängert wird. Zum Nachfolger von Rüther beriefen die Aufsichtsräte am 22. Oktober 2014 einstimmig den bis dahin für die Württembergische Versicherung tätigen Wolfgang Breuer. Im Gegenzug bekannte sich die Sparkassenseite uneingeschränkt zum öffentlichen Auftrag der Provinzial, wie von Belegschaft und Betriebsrat gefordert worden war. Ein Bekenntnis zum öffentlichen Auftrag der Provinzial NordWest war zuvor auch von Landesregierung von Nordrhein-Westfalen abgegeben worden.

### Fusion mit der Provinzial Rheinland
Am 4. September 2018 gaben die Anteilseigner der Provinzial Rheinland und der Provinzial NordWest eine gemeinsame Erklärung über ein mögliches Zusammengehen ab. Parallel gründete die Provinzial NordWest 2019 den digitalen Gewerbeversicherer andsafe in Form einer Aktiengesellschaft. Die Fusion wurde am 31. August 2020 mit der Eintragung ins Handelsregister rückwirkend zum 1. Januar 2020 rechtswirksam. Sitz der neuen Holding ist Münster. An der Spitze der fusionierten Unternehmensgruppe steht die zum 1. September 2020 zur Provinzial Holding umfirmierte ehemalige Provinzial NordWest Holding. Nach der Fusion schlossen sich mit der Provinzial Rheinland Versicherung und der Westfälischen Provinzial Versicherung 2021 die beiden größten Schaden- und Unfallversicherer des Konzerns zur Provinzial Versicherung zusammen. Sie ist Rechtsnachfolgerin der beiden Konzerne Provinzial Rheinland und Provinzial NordWest.

## Ehemalige Unternehmensstruktur
Konzernmutter war die Provinzial NordWest Holding Aktiengesellschaft mit Sitz in Münster, die aus der Verschmelzung der Provinzial Holding Westfalen und der Provinzial Nord Holding AG entstanden war. Sie war bis zur Fusion mit der Provinzial Rheinland der zweitgrößte öffentliche Versicherungskonzern in Deutschland. Zum Geschäftsgebiet zählten die Region Westfalen-Lippe (ohne Lippe), Schleswig-Holstein, Mecklenburg-Vorpommern und Hamburg. Eigentümer der Provinzial NordWest Holding Aktiengesellschaft waren der Sparkassenverband Westfalen-Lippe (SVWL) und der Landschaftsverband Westfalen-Lippe zu jeweils 40 Prozent, der Sparkassen- und Giroverband für Schleswig-Holstein (SGVSH) zu 18 Prozent und der Ostdeutsche Sparkassenverband (OSV) zu 2 Prozent. 2019 erzielte der Konzern mit insgesamt 3.167 Mitarbeitern gebuchte Bruttobeiträge im Gesamtvolumen von 3.675,9 Millionen Euro. Zuletzt wurde der Geschäftsbetrieb über 613 Agenturen und 79 Sparkassen betrieben.
Zu ihr gehörten zuletzt folgende Erstversicherungsunternehmen:
- Westfälische Provinzial Versicherung Aktiengesellschaft (WPV), Münster,
- Provinzial Nord Brandkasse Aktiengesellschaft (PNB), Kiel,
- Hamburger Feuerkasse Versicherungs-AG (HFK), Hamburg, und
- Provinzial NordWest Lebensversicherung Aktiengesellschaft (PNWL), Kiel,
- andsafe Aktiengesellschaft, Münster.

→Zur aktuellen Konzernstruktur der Provinzial Gruppe: Konzernstruktur